# Cagnotte
Cagnotte é uma comuna francesa na região administrativa da Nova Aquitânia, no departamento Landes. Estende-se por uma área de 14,88 km². Em 2010 a comuna tinha 782 habitantes (densidade: 52,6 hab./km²).